# Curt Rosenblad
Den här sidan handlar om uppfinnaren Curt Rosenblad. För militären, se Curt Rosenblad (militär).
Curt Fredrik Rosenblad, född 21 april 1899 i Stockholm, död 9 juli 1979 i Princeton, New Jersey, var en svensk uppfinnare.
Curt Rosenblad var son till förste hovstallmästaren friherre Eberhard Rosenblad och brorson till Carl Rosenblad. Efter studentexamen i Stockholm 1918 utexaminerades han från Tekniska högskolans avdelning för maskinbyggnad och mekanisk teknologi 1923. Han var ritare vid AB Atmos i Stockholm 1924–1925 och biträdande ingenjör vid Mekaniska prövningsanstalten där 1925–1926. 1926–1927 studerade han i England. Rosenblad bedrev därefter egen uppfinnarverksamhet. Han innehade Rosenblads ingenjörsbyrå i Sundsvall till 1932 och grundade 1933 AB Rosenblads patenter i Södertälje, där han var VD från samma år. Under 1950-talet startade han också motsvarande verksamhet i Princeton, N.J., USA och valde senare att tillsammans med sina tre söner, Axel, Elof och Eberhard Rosenblad, helt fokusera på detta företag. Rosenblads Patenter överläts härvid till Alfa Laval, som i sin tur på 1980-talet överlät detta bolag till det finländska företaget A. Ahlström AB.
Bland Rosenblads uppfinningar märks speciellt värmetekniska apparater för bland annat cellulosafabriker. Huvudsegment för Rosenblads företag var indunstningsapparater, speciellt i samband med massafabrikers återvinningssystem för svartlut (i sulfatfabriker) och rödlut (i sulfitfabriker).